# Stremma
Le stremma (grec : στρέμμα, pluriel στρέμματα) est une unité de surface anciennement employée en Grèce. Son nom vient d'une racine signifiant retourner ; cette étymologie fait référence à la surface agricole qu'un homme peut labourer en un jour. Selon les lieux et les époques, il correspond à environ 1 000 mètres carrés, allant de 900 à 1 900 m2. On peut le comparer au journal.
Dans l'Antiquité grecque, un stremma équivaut à un plethron carré, soit un carré d'environ 30 mètres de côté, 9 ares (900 m2). Et un stremma byzantin mesurait un carré de 100 pieds ou 40 pas de côté.
Pendant la période ottomane, le stremma équivaut au dounam, ou dönüm, lui-même peut-être basé sur le stremma byzantin, et mesurant près de 1 270 m2. Au XIXe siècle, en Grèce, un stremma équivaut à 1 000 mètres carrés (soit 0,1 hectare ou 10 ares). Costas Lapavitsas indique la valeur de 1 600 m2 pour la région de Náoussa au début du XXe siècle.